# بث عام (شبكات)

في البث العام تصل الرسالة إلى جميع المُستخدمين.

في الاتصالات وفي شبكات الحاسوب، البث العام (بالإنجليزية: Broadcasting)‏ هو طريقة لنقل الرسائل لجميع العقد المتصلة مع الشبكة بشكلٍ مُتزامن. يشمل معنى البثّ العام أيضاً مفهوم الاتصال الجماعي (بالإنجليزية: All-to-all communication)‏ وفيه وهو طريقة اتصال يقوم فيها كل مرسل بإرسال رسائله إلى كل أعضاء المجموعة وهو المفهوم المعاكس لمفهوم الاتصال نقطة إلى نقطة.
كان البث العام مفهوماً أساسيّاً في بداية تطوير شبكات الحاسب، ولكنّه خسر مكانته لصالح مبدأ البث المجموعاتي الذي أظهر فعالية أكبر في نقل الرسائل إلى عدة وجهات في نفس الوقت.

## نظرة عامّة
| أنماط التوجيه  |
| بث فريد الوجهة |
| بثّ عام         |
| بث مجموعاتي    |
| بث نحو الأقرب  |
| بث جغرافي      |
| -------------- |
| ع ن ت          |

في شبكات الحاسب، يُشير مصطلح البثّ العام إلى أنّ الرسالة سوف تُرسل إلى كل العُقد المُتصلة مع الشبكة. عمليّاً، يكون انتشار الرسالة محدوداً بنطاق البثّ العام. إنّ إرسال رسالة بشكل بثٍ عام يُعاكس، من حيث المبدأ، إرسالها بشكل بثّ مُنفرد، ففي حالة البثّ المُنفرد تصلّ الرسالة إلى وجهة واحدة فقط مُحددة بعنوان واحد مُميّز. تسمى الرسالة التي يتم إرسالها بحسب مبدأ البث العام برسالة البث العام.
اعتمد على البث العام كمبدأ أساسيّ لنقل الرسائل في بداية تطوير شبكات الحاسب، ولكن مع التطبيق العملي تبيّن عدم فعاليتها بسبب غمر الشبكة بعدد كبير جداً من الرزم المُكررة، خاصّة عند تطبيقه في الشبكات المُتباعدة، لذلك كانت تطبيقاته أكثر في الشبكات المحليّة ثُمّ تقلّص الاعتماد على هذه التقنيّة بشكلٍ تدريجي لحساب البث المجموعاتي، الذي يتمّ فيه إرسال الرسالة إلى مجموعة مُحددة من المُضيفين مميزة بعنوان فريد يتشاركه كل أعضاؤها.
في حزمة بروتوكولات الإنترنت، يُطبق مبدأ البث العام على مستوى طبقتي الإنترنت والربط، أمّا في نموذج الاتصال المعياري (OSI) فإنّ هذا المبدأ يُطبّق في طبقتي ربط البيانات والشبكة. يُسمى البثّ العام في طبقة الإنترنت وفي طبقة الشبكة، بالبث العام الخاص بالشبكة (Network Broadcast)، أما البث العام على مستوى طبقة الربط فيُسمى البث العام الخاص بالعتاد (Hardware Broadcast). يفرض ذلك على البروتوكولات العاملة في هذه الطبقات دعم نمط خاصّ من العنونة أو طريقة فريدة لتمييز رسالة البثّ العام، وفي حال غياب ذلك، فلا وجود لمبدأ البث العام في الشبكة، فالشبكات العاملة بحزمة بروتوكولات أكس 25 أو شبكات تبديل الأطر لا تدعم البث العام لهذا السبب.
أمّا الشبكات التي تشغل بروتوكول الإيثرنت أو بروتوكول الرمز الحلقي (Token Ring) فهي تدعم هذه مبدأ البث العام بطريقتين مختلفتين. في بروتوكول الإيثرنت تمّ تخصيص عنوان، هو (FFFF.FFFF.FFFF)، ليُمثّل عنوان البث العام، ويعني وجوده في حقل الوجهة في الإطار، وجوب إرسال الإطار إلى جميع العقد في الشبكة، أي تطبيق مبدأ البث العام على مستوى العتاد على الإطار، أمّا بروتوكول تمرير العلامة فيعتمد على قيمة خاصة في حقل التحكم من أجل ذلك.
من وجهة نظر طبقة الإنترنت في حزمة بروتوكولات الإنترنت، فإنّ البث العام هو طريقة لتوجيه الرزم. لقد دعم الإصدار الرابع من بروتوكول الإنترنت (IPv4) كلاً من البث العام والبث المجموعاتي، فتمّ تخصيص عنوان للبث العام ضمن الشبكة المحلية هو العنوان (255.255.255.255)، الذي يمكن استخدامه لإرسال الرسالة إلى كل العقد في الشبكة بغض النظر عن فضاء العناوين المُستعمل فيها، بالإضافة لذلك، يمكن توليد عنوان بث عام بكل شبكة، وهو آخر عنوان مُتاح في فضاء العناوين، أي العنوان الذي تكون قيمة كامل قسم المضيف فيه، بنظام العد الثنائي، هي وحداناً. لا يدعم الإصدار السادس من بروتوكول الإنترنت (IPv6) هذا المبدأ.
تتعامل المبدلات مع رسائل العام بآليّة خاصّة تُسمي الغمر (Flood)، فإذا استقبل المبدل رسالة بث عام على أحد منافذه فإنّه يُعيد إرسالها على جميع المنافذ باستثناء ذلك المنفذ الذي وردت منه. تحدد وثيقة طلب التعليقات (RFC 919)، كيفية تعامل المُوجّهات مع رسائل البث العام، حيث لا يتمّ إعادة إرسال رسالة بث عام عبر منفذ تمّ استقبالها منه، وذلك منعاً لتشكل الحلقات، لذلك، وبشكلٍ افتراضيّ، فإن المُوجّهات لا تُوجّه رسائل البث العام المحليّة التي تستقبلها. أمّا في الحالة التي يكون فيها عنوان الوجهة هو عنوان بث عام لشبكة بعيدة، فيتم توجيه الرزمة بحسب الإجراءات الاعتيادية نحو تلك الشبكة. هناك إمكانية لإرسال رزم البث العام المحليّة عبر الشبكة، ولكنّ يجب تهيئة المُوجّهات لدعم هذه الميزة قبل ذلك.
يستغل بعض قراصنة الحاسب مبدأ البث العام للقيام بهجمات رقميّة ومن هذه الهجمات هجوم حجب الخدمة وهجوم السنافر. بشكلٍ عام، تهدف هذه الهجمات إلى غمر الضحية بعدد كبير من الرزم تفوق قدرته على مُعالجتها وبالتالي إخراجُه من الخدمة، ويناسب مبدأ البث العام هذا النوع من الهجمات الذي يُسمى العصف بحركة المعطيات (Traffic Storm)، ويُستخدم لغمر الشبكة بالرسائل.
تعتمد بعض بروتوكولات الشبكات على مفهوم البثّ العام في عملها، ومن هذه البروتوكولات بروتوكول التهيئة الآلية للمضيفين (DHCP) وبروتوكول حل العناوين (ARP) والإصدار الأول من بروتوكول معلومات التوجيه (RIPv1).

## وصلات خارجية
- البث العام والبث المجموعاتي، مقالة عن الفرق بين المفهومين.
- البث المنفرد والبث المجموعاتي والبث العام، مقالة عن الاختلاف بين هذه المفاهيم.